# Transparency International Hrvatska
Transparency International Hrvatska (TI) hrvatska je udruga registrirana sukladno Zakonu o udrugama sa sjedištem u Zagrebu. Osnovana je u svibnju 2000. i bavi suzbijanjem i istraživanjem korupcije. 

## Vanjske poveznice
- Službena stranica Transparency Hrvatska